# جيمس كيلرمان
جيمس كيلرمان (بالإنجليزية: James Kellermann)‏ هو لاعب كرة قدم بريطاني، ولد في 11 ديسمبر 1995 في هندون (لندن) في المملكة المتحدة. لعب مع نادي سانت ميرين.

## وصلات خارجية
- جيمس كيلرمان على موقع Soccerbase.com (لاعب) (الإنجليزية)
- جيمس كيلرمان على موقع Soccerway.com (الإنجليزية)